# Cadalen
Cadalen (okzitanisch: Cadaluènh) ist eine französische Gemeinde mit 1.540 Einwohnern (Stand: 1. Januar 2022) im Département Tarn in der Region Okzitanien. Cadalen gehört zum Arrondissement Albi und zum Kanton Les Deux Rives. Die Einwohner werden Cadalénois und Cadalénoises genannt.

## Geographie
Cadalen liegt in der Région naturelle Gaillacois, etwa 52 Kilometer nordöstlich von Toulouse und etwa 16 Kilometer westsüdwestlich von Albi. Die Gemeinde wird vom Candou, dem Bach Saudronne, dem Bach Banis, dem Bach Labordes, dem Bach Lenjou und verschiedenen anderen kleinen Bächen entwässert.
Umgeben wird Cadalen von den Nachbargemeinden Lagrave im Norden, Florentin im Nordosten, Aussac und Fénols im Osten, Lasgraisses im Südosten, Labessière-Candeil im Süden, Peyrole im Südwesten, Técou im Westen sowie Brens im Nordwesten.

## Bevölkerungsentwicklung
| 1962                       | 1968 | 1975 | 1982 | 1990 | 1999 | 2006 | 2017 |
| -------------------------- | ---- | ---- | ---- | ---- | ---- | ---- | ---- |
| 1181                       | 1136 | 1050 | 1072 | 1112 | 1206 | 1318 | 1530 |
| Quellen: Cassini und INSEE |      |      |      |      |      |      |      |

## Sehenswürdigkeiten
- Nachdem große Teile der ehemaligen Kirche Notre-Dame-de-l’Assomption im Jahre 1951 eingestürzt waren, sind nur noch wenige Elemente der romanischen Kirche aus dem 12. Jahrhundert übrig geblieben. Der Grundriss war rechteckig und die Apsis halbkreisförmig. Diese und das Südseitenportal sind noch sichtbar. Letzteres wird von einem Gesims mit Konsolen und einem Kreuz überragt. Im Chor sind noch einige Kapitelle vorhanden. Das Gebäude wurde nach der Restaurierung als Bürgermeisteramt und Schulgebäude genutzt. Die ehemalige Kirche ist seit 1927 als Monument historique eingeschrieben.
- Die Kirche Saint-Jean-Baptiste in Gabriac aus dem 14. und 15. Jahrhundert ist ebenfalls seit 1927 als Monument historique eingeschrieben. Sie birgt zahlreiche Ausstattungsgegenstände, die in der Base Palissy gelistet sind.

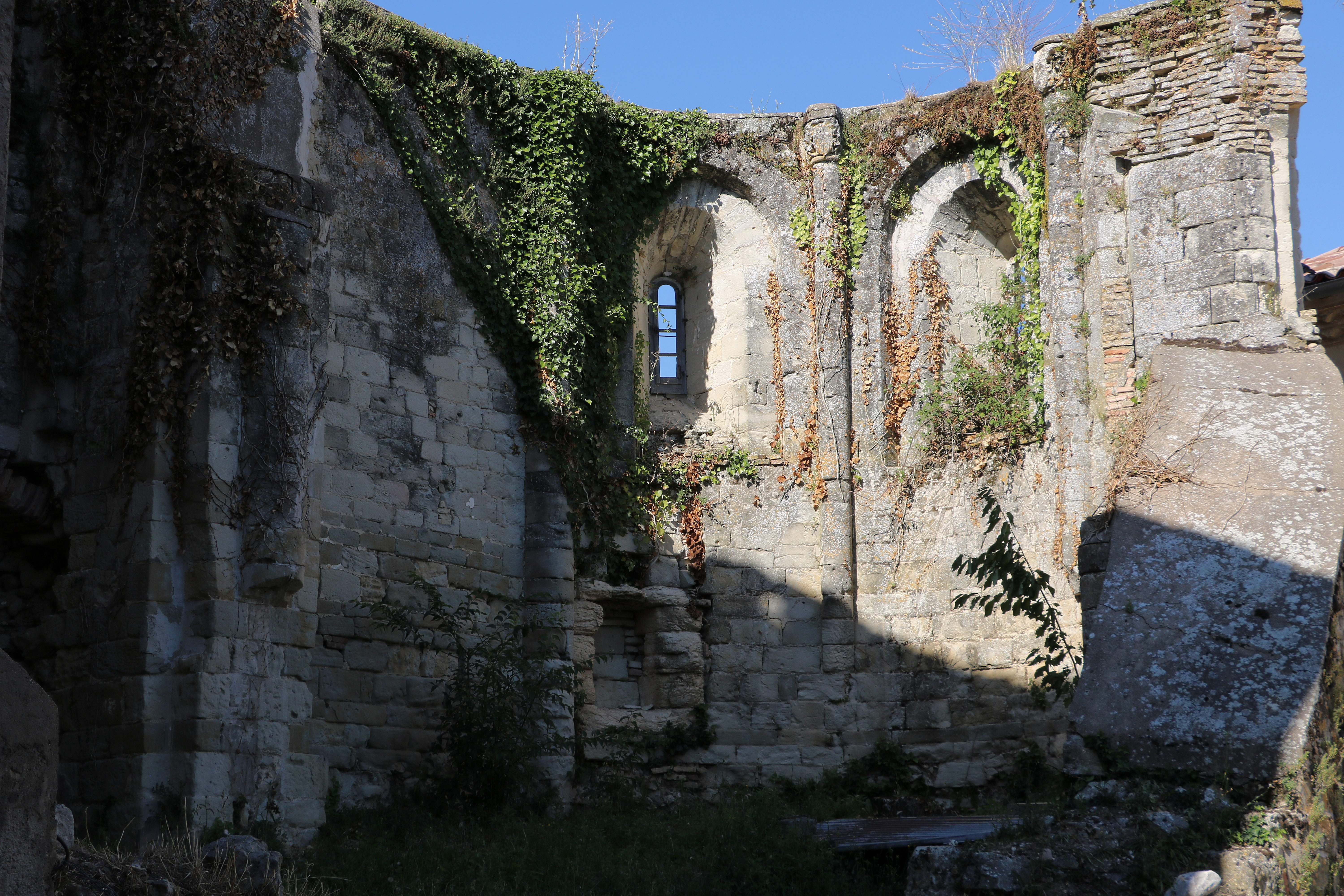
Ehemalige Kirche Notre-Dame-de-l’Assomption
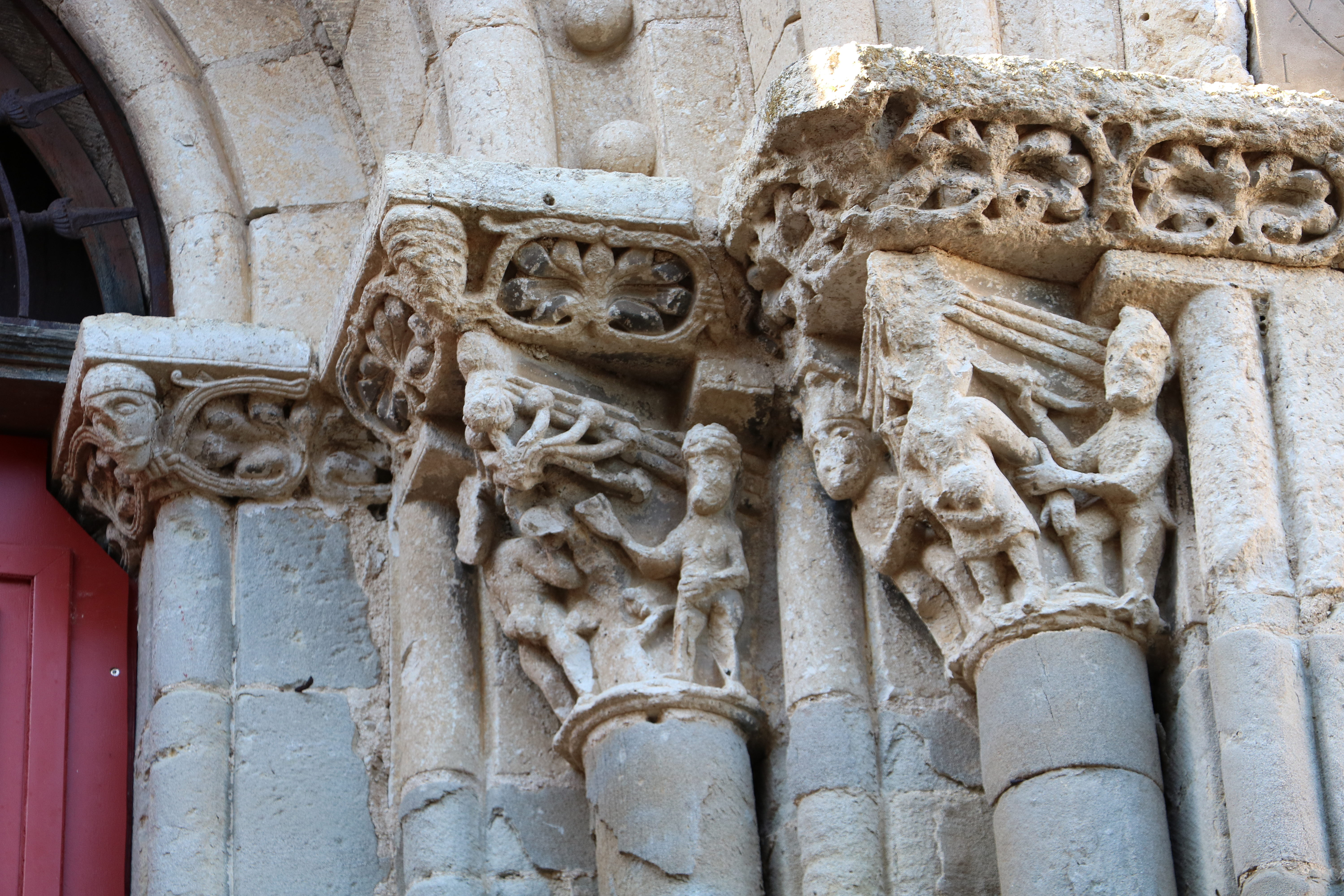
Kapitelle an der ehemaligen Kirche
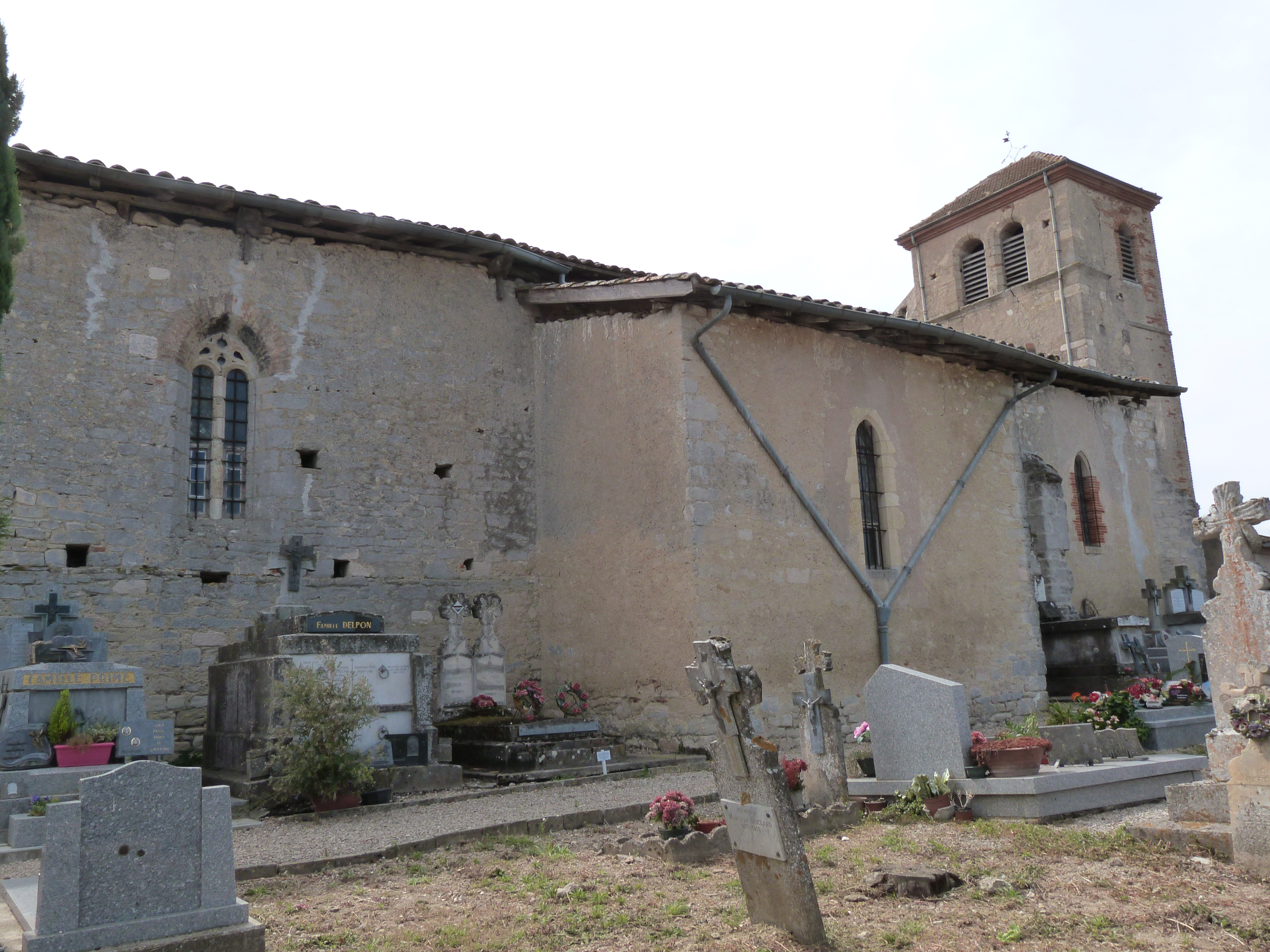
Kirche Saint-Jean-Baptiste